# 4. Deutscher Bundestag
Der 4. Deutsche Bundestag bestand zwischen dem 17. Oktober 1961 und dem 17. Oktober 1965. Insgesamt tagte der 4. Deutsche Bundestag in 198 Sitzungen, wobei die letzte Sitzung am 23. Juli 1965 stattfand. Der 4. Bundestag konstituierte sich nach der Bundestagswahl 1961, die am 17. September 1961 stattfand.
Alterspräsident war Robert Pferdmenges von der CDU, für den Abgeordneten Konrad Adenauer (CDU), der als Bundeskanzler die Würde des Alterspräsidenten nicht wahrnehmen wollte. Am 7. April 1965 kam der Bundestag zum einzigen Mal in der Wahlperiode und zum letzten Mal vor der Wiedervereinigung zu einer Sitzung in Berlin zusammen, die in der Kongresshalle stattfand.
Am 7. November 1961 wählte der 4. Bundestag Konrad Adenauer mit 258 (+8) Ja-Stimmen, 206 (+10) Nein-Stimmen, 26 (+1) Enthaltungen im ersten Wahlgang zum Bundeskanzler. Nach dessen Rücktritt am 15. Oktober 1963 wurde Ludwig Erhard (CDU) am 16. Oktober 1963 zu seinem Nachfolger gewählt.

## Mitglieder des Bundestages
Der 4. Bundestag hatte zu Beginn und am Ende der Legislaturperiode insgesamt 499 Abgeordnete (+22 Berliner Bundestagsabgeordnete). Den höchsten Sitzanteil hatte die CDU/CSU mit 242 (+9) Sitzen (Ende: 250), worauf die SPD mit 190 (+13) Sitzen (Ende: 204) folgte. Zudem war im 4. Bundestag noch die FDP (67 Sitze am Ende 66 Sitze) vertreten. Durch einen Fraktionsaustritt gab es zeitweise einen fraktionslosen Abgeordneten.

## Präsidium des Bundestages
Eugen Gerstenmaier wurde in der ersten Sitzung mit 463 Ja-Stimmen, 36 Enthaltungen und 5 ungültigen Stimmen erneut zum Bundestagspräsidenten gewählt.

## Arbeit

### Gesetze
Insgesamt kam es zur Einbringung von 635 Gesetzesinitiativen in den Bundestag, wovon sich 378 auf Regierungsvorlagen, 12 auf Initiativen des Bundesrates und 245 auf Initiativen des Bundestages verteilen. Insgesamt wurden 427 Gesetze während der 4. Legislaturperiode vom Bundestag verabschiedet.

### Ausschüsse
Der 4. Bundestag hatte 28 ständige Ausschüsse.

## Parlamentarische Kontrolle

### Anfragen, Aktuelle Stunden und Befragungen
Insgesamt kam es während der Legislaturperiode des 4. Bundestages zu 35 großen Anfragen und 308 kleinen Anfragen. Zudem gab es 2 aktuelle Stunden und 178 Fragestunden.

### Untersuchungsausschüsse
Während der Legislaturperiode des 4. Bundestages kam es zu zwei Untersuchungsausschüssen.

#### 1. Untersuchungsausschuss
Am 21. März 1962 wurde der 1. Untersuchungsausschuss eingesetzt, der auch als „FIBAG-Untersuchungsausschuss“ bezeichnet wird. Zwischen dem 28. März 1962 und dem 30. August 1962 fanden 21 Sitzungen statt.

#### 2. Untersuchungsausschuss
Am 23. Oktober 1963 wurde der 2. Untersuchungsausschuss eingesetzt, der auch als „Telefon-Abhöraffäre-Untersuchungsausschuss“ bezeichnet wird. Zwischen dem 7. November 1963 und dem 21. April 1964 fanden 17 Sitzungen statt.

## Sondersitzungen
Während der 4. Wahlperiode kam es zu drei Sondersitzungen. Dabei handelte es sich um die 68. Sitzung am 18. März 1963, die 135. Sitzung am 29. Juli 1964 und die 197. Sitzung am 6. Juli 1965.